# 嶋崎靖
嶋崎 靖（しまざき やすし、1955年7月17日 - ）は、東京都新宿区出身の俳優、声優、演出家。現代制作舎所属。U-Stage主宰。

## 人物
身長173cm。体重73kg。特技は和太鼓、歌唱、スキー、剣道。
日本映画学校俳優科担任。埼玉県立芸術総合高等学校舞台芸術科非常勤講師。
2008年、第一回関東チンドン選手権に優勝。富士全国チンドン大会各賞を受賞。
1999年　Davon & Cornwall Japan society が制作し、嶋崎が作・演出した「The Country Far Beyond The Moon」が　Japan Festival Awords 受賞
2002年　England Wales Scotland Northern Ireland 「英国全土草の根ツアー」で、外務省在外公館長表彰を受賞

## 出演作品

### 映画
- 青春の門 自立篇（1977年）
- ザ・オーディション（1984年）
- ジャズ大名（1986年）
- パンダ物語（1988年） - 声の出演
- 貌斬り KAOKIRI〜戯曲「スタニスラフスキー探偵団」より〜（2016年）

### テレビドラマ
- 孔雀の誘惑（1989年）
- ハチロー〜母の詩、父の詩〜（2005年）
- 次郎長背負い富士 第5話（2006年）
- 陽炎の辻〜居眠り磐音 江戸双紙〜 第5話「戦いの序章」（2007年）
- 負けて、勝つ 〜戦後を創った男・吉田茂〜 第2話（2012年）
- 眠れる森の熟女 第5話「鎧を脱いで」（2012年）
- 吉原裏同心〜新春吉原の大火〜（2016年）

### 舞台
- 月光博物誌、浄瑠璃坂の犬（1988年）
- さよならはダンスのあとに（1989年）

### テレビアニメ
- カリメロ（1993年）コローニ
- カリメロ（2015年）

## 演出作品
- ブンナよ、木からおりてこい
- ロストボール（1993年）
- 俺達のパーティ（1995年）
- 山=森=杜（1995年） - 企画・作・演出
- さよなら、ありす（1997年） - 作・演出
- ロストボール（1997年） - 台本・演出
- 美しき天然（1998年） - 作・演出
- The Country Far Beyond The Moon（1999年） - 作・演出
- 夜空のトランペット（1999年） - 作・演出
- 夜空のトランペット（2001年） - 作・演出
- 美しき天然（2002年） - 作・演出
- もう一度月へ（2003年） - 作・演出
- パラダイ（2004年） - 作・演出